# ゲロラ・ブン・カルノ・スタジアム
グロラ・ブン・カルノ・スタジアム（Gelora Bung Karno Stadium）はインドネシア、ジャカルタのタナ・アバンにある競技場である。ジャカルタ国際スタジアムに次ぐインドネシア2番目の規模を持つ。旧称スナヤン・メイン・スタジアム。
競技場は1962年アジア競技大会開催のために作られ、1979年東南アジア競技大会、1987年東南アジア競技大会、1997年東南アジア競技大会、2011年東南アジア競技大会でも使用された。2002年のタイガーカップ決勝では、観客が殺到したため、安全面から大規模な改修工事を行った。2007年のアジアカップなどいくつかのサッカーの国際大会の決勝戦の会場になった。2018年アジア競技大会では、開会式・閉会式・陸上競技が開催された。これに向けた改修工事が2016年に始まり、2017年に完成した。
正式名称はインドネシア語でスタディオン・ウタマ・グロラ・ブン・カルノ（Stadion Utama Gelora Bung Karno）。

## 交通アクセス
- トランスジャカルタ - 1号線 ゲロラ・ブン・カルノ(Gelora Bung Karno)
- ジャカルタ・モノレール（英語版） 建設工事中
- ジャカルタMRT スナヤン駅